# Marie van Zandt
Marie van Zandt (Nova York, 8 d'octubre de 1858 – Canes, França, 31 de desembre de 1919) fou una soprano estatunidenca.
La seva mare, senyora Vanzini, notable soprano de la Carl Rose Company, fou la seva primera professora, continuant després eles estudis a Itàlia, amb Lamperti. Debutà a Torí, amb clamorós èxit, el 1879, interpretant el rol de Zerlina en el Don Giovanni de Mozart. Fou una de les artistes predilectes dels públics de París, Londres i Sant Petersburg.
Amb tant entusiasme l'elogiava la crítica parisenca després de les seves actuacions a Mignon, El barber de Sevilla i Dinorah, que Delibes li confià el rol principal de la seva òpera Lakmé, en l'estrena d'aquesta obra el 14 d'abril de 1883. El 1885 abandonà l'escena per a dedicar-se al gènere de concert, que cultiva durant alguns anys. Era considerada com una de les sopranos lleugeres més notables del seu temps.